# Yaseen Al-Bakhit
Yaseen Anas Al-Bakhit (arab. ياسين انس البخيت; ur. 24 marca 1989 w Ammanie) – jordański piłkarz grający na pozycji ofensywnego pomocnika. Od 2016 jest zawodnikiem klubu Dibba Al-Fujairah.

## Kariera piłkarska
Swoją karierę piłkarską Al-Bakhit rozpoczął w klubie Al-Yarmouk FC, w którym w 2008 roku zadebiutował w pierwszej lidze jordańskiej. W Al-Yarmouk grał do końca 2011 roku.
Na początku 2012 roku Al-Bakhit przeszedł do saudyjskiego Al-Taawoun FC. Swój debiut w nim zaliczył 9 lutego 2012 w przegranym 1:2 wyjazdowym meczu z Al-Ansar FC. W Al-Taawoun spędził pół roku.
Latem 2012 Al-Bakhit został zawodnikiem Al-Faisaly Harma, w którym swój debiut zaliczył 7 sierpnia 2012 w przegranym 1:3 domowym meczu z Asz-Szabab Rijad. W Al-Faisaly grał przez sezon.
W 2013 roku Al-Bakhit przeszedł do Ettifaq FC. Swój debiut w nim zanotował 24 sierpnia 2013 w przegranym 1:2 wyjazdowym spotkaniu z Al-Raed. Wiosną 2014 ponownie grał w Al-Faisaly.
Latem 2014 Al-Bakhit ponownie zmienił klub i został zawodnikiem Al-Shoulla FC. Zadebiutował w nim 13 sierpnia 2014 w przegranym 1:3 domowym meczu z Al-Hilal. W Al-Shoulla grał przez rok. W sezonie 2015/2016 grał w Al-Faisaly Amman, z którym wywalczył wicemistrzostwo Jordanii.
W 2016 roku Al-Bakhit przeszedł do Hatta Club ze Zjednoczonych Emiratów Arabskich. Swój debiut w tym zespole zanotował 16 września 2016 w zremisowanym 0:0 domowym meczu z Al-Wahda Abu Zabi. Po rozegraniu 3 meczów w Hatta Club odszedł do Dibba Al-Fujairah, w którym zadebiutował 28 października 2016 w zremisowanym 2:2 domowym meczu z Al-Ain FC.
| Sezon   | Klub              | Kraj                         | Rozgrywki            | Mecze | Gole |
| ------- | ----------------- | ---------------------------- | -------------------- | ----- | ---- |
| 2008/09 | Al-Yarmouk FC     | Jordania                     | Jordanian Pro League | ?     | ?    |
| 2009/10 | Al-Yarmouk FC     | Jordania                     | Jordanian Pro League | ?     | 5    |
| 2010/11 | Al-Yarmouk FC     | Jordania                     | Jordanian Pro League | ?     | 7    |
| 2011/12 | Al-Yarmouk FC     | Jordania                     | Jordanian Pro League | 14    | 1    |
| 2011/12 | Al-Taawoun FC     | Arabia Saudyjska             | I liga               | 7     | 2    |
| 2012/13 | Al-Faysali Harma  | Arabia Saudyjska             | I liga               | 25    | 4    |
| 2013/14 | Ettifaq FC        | Arabia Saudyjska             | I liga               | 12    | 0    |
| 2013/14 | Al-Faysali Harma  | Arabia Saudyjska             | I liga               | 9     | 2    |
| 2014/15 | Al-Shoulla FC     | Arabia Saudyjska             | I liga               | 13    | 0    |
| 2015/16 | Al-Faisaly Amman  | Jordania                     | Jordanian Pro League | 22    | 6    |
| 2016/17 | Hatta Club        | Zjednoczone Emiraty Arabskie | UAE League           | 3     | 0    |
| 2016/17 | Dibba Al-Fujairah | Zjednoczone Emiraty Arabskie | UAE League           | 21    | 3    |
| 2017/18 | Dibba Al-Fujairah | Zjednoczone Emiraty Arabskie | UAE League           | 21    | 2    |

## Kariera reprezentacyjna
W reprezentacji Jordanii Al-Bakhit zadebiutował 26 marca 2011 w zremisowanym 1:1 towarzyskim meczu z Kuwejtem. W 2019 roku został powołany do kadry na Puchar Azji.